# Введенское кладбище
Введе́нское кладбище (Неме́цкое, Инове́рческое) — историческое кладбище в районе Лефортово города Москвы, образовано в 1771 году для захоронения погибших от эпидемии чумы. До революции 1917 года считалось иноверческим. Является объектом историко-культурного наследия, а его некрополь — музеем под открытым небом; многие надгробия и памятники, которые являются яркими примерами готики, классицизма, эклектики и модерна, созданы известными скульпторами и архитекторами. В настоящее время занимает площадь около 20 га.

## История

### Основание кладбища

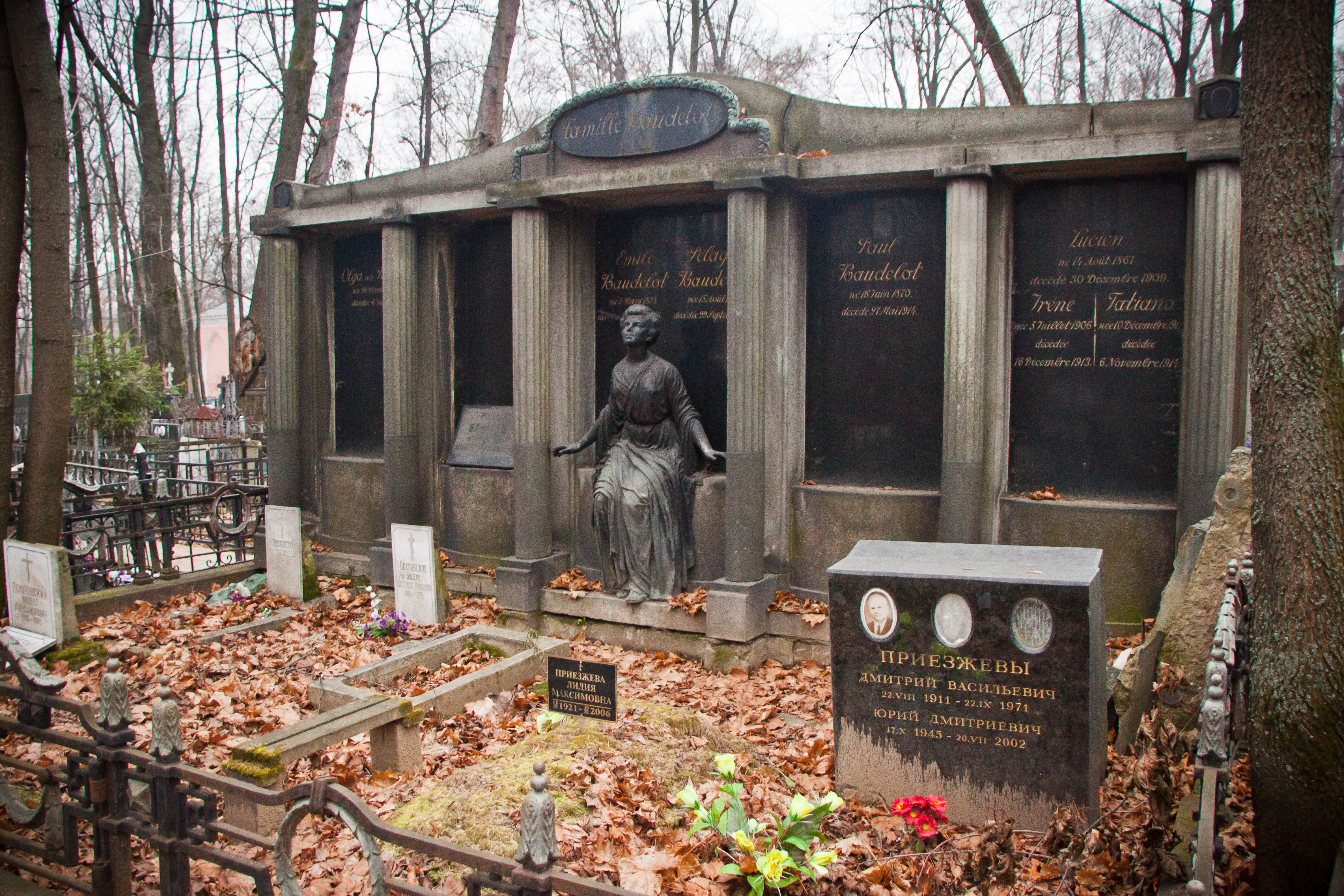
Введенское кладбище (Москва), 2012 год

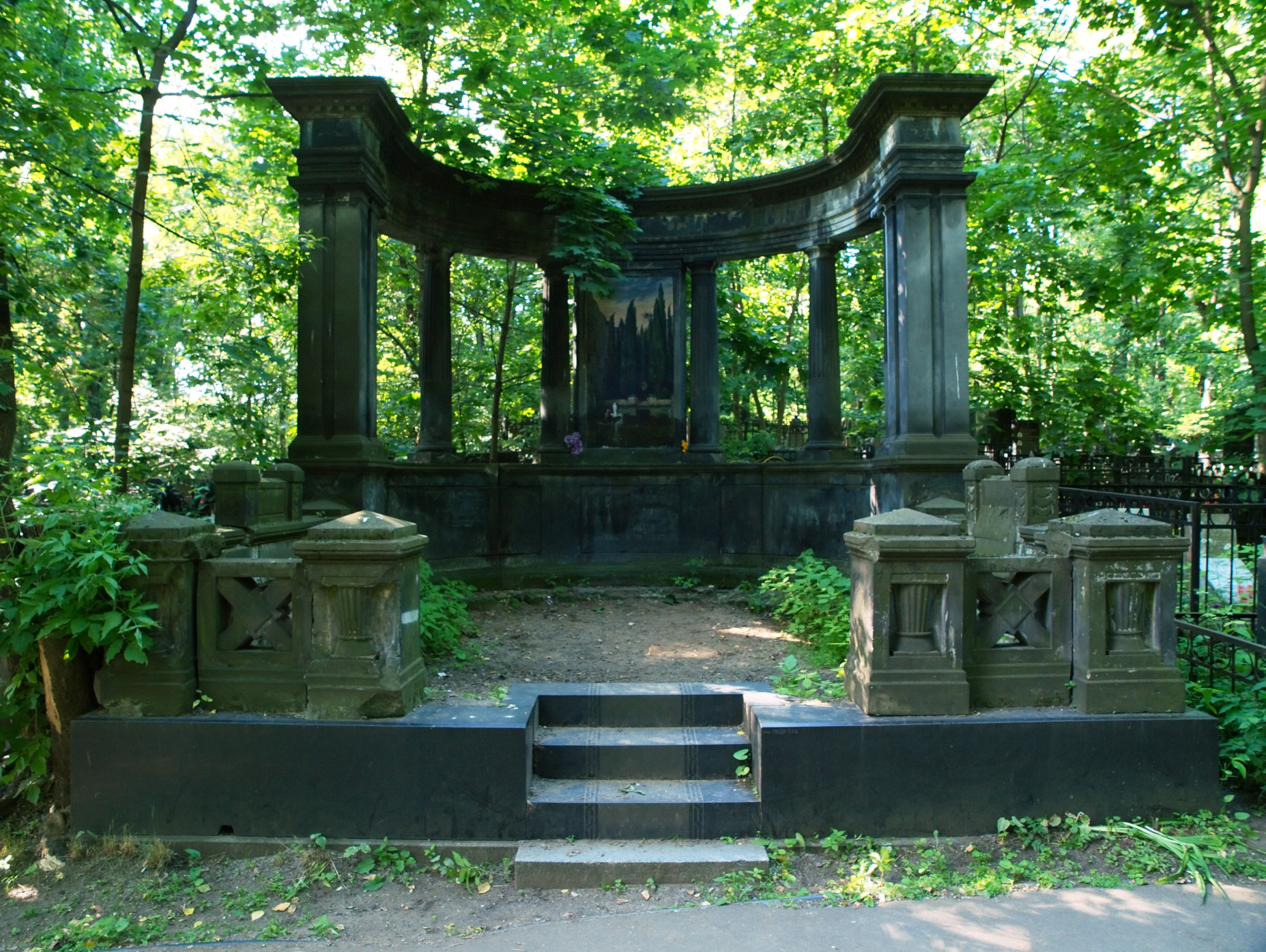
Введенское кладбище, могила Джорджа Лайена, 2008 год

В январе 1771 года в Москве началась эпидемия чумы. По предположению врачей, возбудитель завезли вместе с шерстью на суконный двор Москвы. За три первых месяца от болезни умерло 130 человек. Несмотря на предостережения властей, эпидемия разрасталась, её разгар пришёлся на период с августа по ноябрь 1771 года. В это время в столице ежедневно умирало до 800 жителей, всего погибло почти 200 тысяч человек.
Картина города была ужасающая – дома опустели, на улицах лежали непогребённые трупы, всюду слышались унылые погребальные звоны колоколов, вопли детей, покинутых родными…Михаил Пыляев, историк
Чтобы остановить распространение болезни, Сенат в том же году запретил захоронения в черте города. Были организованы чумные кладбища за Госпитальным Камер-Коллежским валом, в то время находившемся на границе Москвы. Одно из них было заложено в 1771 году на Введенских горах около Немецкой слободы, на северном берегу реки Синички. Некоторые из этих кладбищ со временем бесследно исчезли; Введенское осталось среди сохранившихся для погребения.
Изначально кладбище называлось Немецким, так как считалось иноверческим и хоронили на нём умерших в России выходцев из Европы неправославного вероисповедания: протестантов, французских и польских католиков, а также прихожан Англиканской церкви. В 1840 году кладбище приписали к лютеранским храмам святых апостолов Петра и Павла и святого архангела Михаила. Для благоустройства был организован Комитет. Общины оплачивали содержание кладбища согласно количеству захоронений.
В 1870 году по проекту архитектора Александра Мейнгарда построили Юго-западные ворота, в 1894 году — дом у ворот по проекту Фёдора Роде, а в конце XIX — начале XX века возвели кладбищенские строения и стену. В 1894 году построили часовню в псевдовизантийских формах. В 1908 году реку Синичку частично заключили в коллектор, а позже полностью сделали подземной. На кладбище сохранился рельеф Введенских гор.
С декабря 1911 по апрель 1912 года в южной части Немецкого кладбища шло строительство часовни для Евангелическо-Лютеранской, Католической, Реформатской, Англиканской церквей по проекту архитектора Владимира Рудановского и инженера Л. Розенблита. В дальнейшем её стали использовать для отпевания усопших и проведения заупокойных служб представители разных конфессий.

### Послереволюции
До 1917 года на кладбище хоронили не только «западных христиан», но и жителей прилегающего района. После революции 1917 года начали хоронить вне зависимости от вероисповедания. Официальное название сменили на Введенское по названию местных гор, среди местных жителей осталось популярным старое название — Немецкое.
С 1920-х годов кладбище находилось в ведении Городского коммунального хозяйства, контору которого разместили в часовне. В 1960 году территорию кладбища расширили, а также построили стену-колумбарий.

### Современность

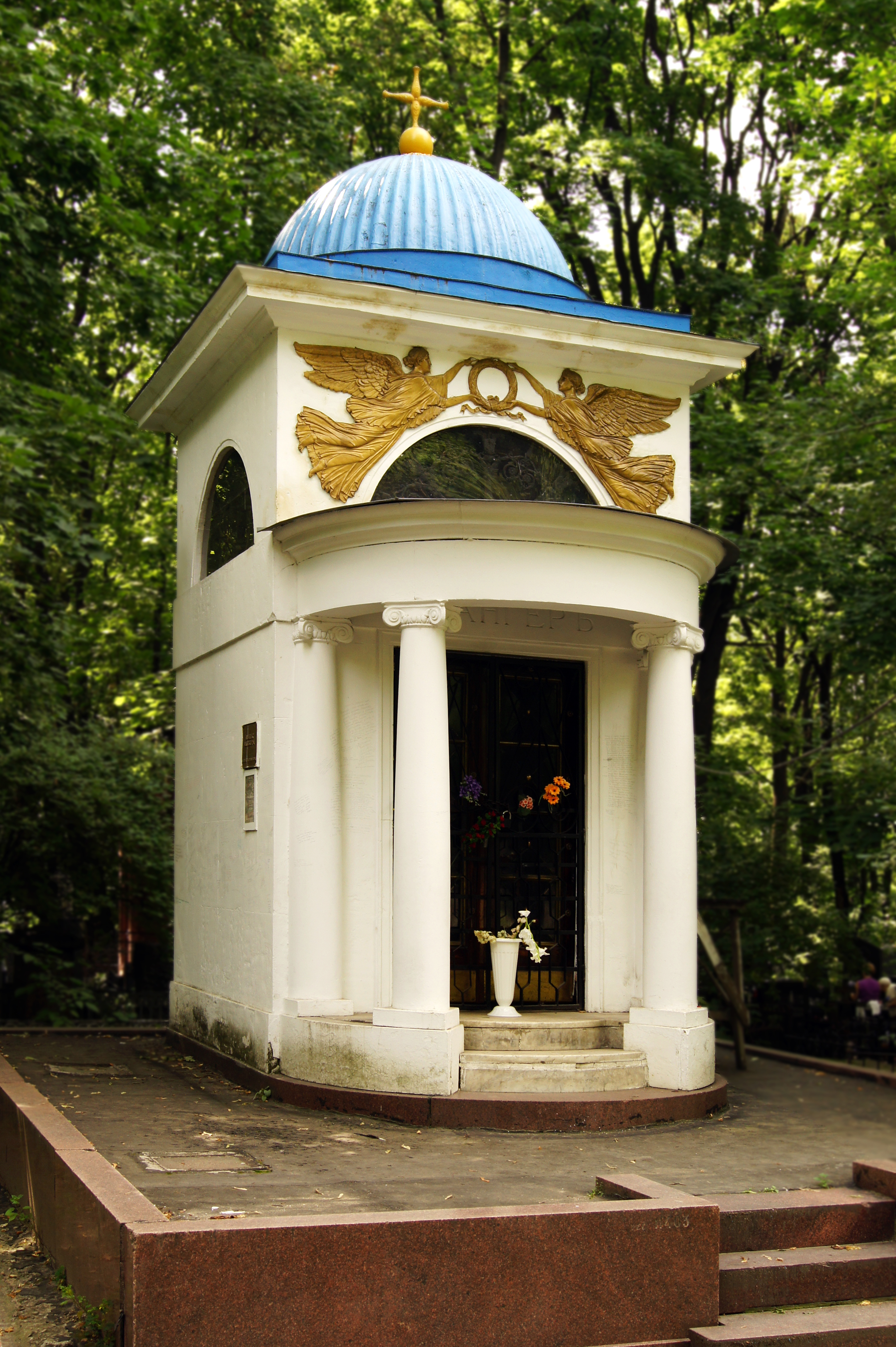
Мавзолей Эрлангеров, 2011 год

В 1990-е годы у часовни склепа семейства Эрлангеров в самодельном шалаше проживала подвижница Тамара (блаженная), благословлённая батюшкой на сбор пожертвований. Тамара следила за порядком у склепа. Позже она ушла и больше не возвращалась. Образ Тамары стал легендой: в народе считают, что её можно встретить у разных кладбищ, собирающую пожертвования для благих целей.
9 октября 1994 года на территории Введенского кладбища было обнаружено тело криминального авторитета Леонида Завадского.
В 1995 году отреставрировали здание церкви Святой Троицы, а в августе 2000 года — лютеранскую кирху 1911 года постройки. В ней открылся протестантский молитвенный дом. В доме проводятся богослужения на двух языках: финском и русском. На кладбище хоронят христиан любой конфессии, проводятся захоронения урн в колумбарии, в земле, а также родственные захоронения.
В начале мая 2017 года на кладбище провалились под землю девять надгробий. Некоторые СМИ сообщили, что яму засыпали вместе с надгробиями. Работники кладбища опровергли сообщения: на время ремонтно-восстановительных работ надгробия демонтировали и хранили на территории кладбища.

## Оформление
На территории кладбища хорошо сохранилась обстановка готического стиля: на могилах практически нет восьмиконечных крестов, большая часть памятников представляет собой распятия, скульптуры, портики с дверями в «иной мир», латинские крижи, часовни в западноевропейском архитектурном стиле. Большинство скульптур и надгробий сооружены известными скульпторами и архитекторами. Например, надгробие Е. Ф. Жегиной (1893 год), мавзолеи мукомольных заводчиков Эрлангеров (1911 год) и Феррейнов (1900-е) созданы по проектам архитектора Фёдора Шехтеля. Объектами культурного наследия являются часовня-сень Николая Кёльха, мавзолеи Эмилии Быковской-Минелли, Марии Волконской, Мишеля де Любеч-Залесского, Эрлангеров, усыпальницы семьи Кноп, доктора Овера и многие другие объекты.
У восточной стены кладбища создан мемориал германским солдатам Первой мировой войны, попавшим в плен к солдатам русской армии и умершим в Москве. На обелиске надпись на немецком языке: «Здесь лежат германские воины, верные долгу, и жизни своей не пожалевшие ради отечества. 1914—1918».
У западного края кладбища расположены две братские могилы французов. В первой похоронены солдаты наполеоновской армии, над их могилой установлен монумент, который огораживает массивная цепь, столбами служат вкопанные жерлами в землю пушки времён Наполеона. Во второй были погребены шесть лётчиков полка Нормандия — Неман. Их прах был перенесён во Францию в 1950-х годах, на месте могилы остался памятный знак-кенотаф. Представители посольства Франции посещают могилы и возлагают цветы и венки.
Одно из почитаемых захоронений — могила врача Федора Петровича Гааза, который прославился как выдающийся филантроп. Девизом российской медицины стало его выражение «Спешите делать добро». Заботясь о ссыльных и заключённых, Фёдор Гааз добился разработки лёгких и щадящих кандалов вместо прежних двадцатифунтовых. Облёгчённые кандалы как украшение решётки установлены на его могиле. Похороны Фёдора Гааза считались самыми многолюдными в истории кладбища — его провожали в последний путь около 20 000 человек.
До 1950-х годов на надгробии фабрикантов Кноппов стояла фигура Христа. Её называли чудотворной, поливали водой и собирали стёкшую воду — считалось, что она излечивает от болезней. В атеистическом советском обществе подобная вера в чудеса считалась неприемлемой, поэтому столичные власти сняли фигуру с надгробия и увезли с кладбища. Её следы затерялись.
Уникальными памятниками Введенского некрополя стали великолепные часовни-усыпальницы, сооружённые когда-то на семейных участках видных московских фамилий и отличающиеся изяществом исполнения и изысканностью оформления. Тринадцать часовен-усыпальниц, обладающих признаками объектов культурного наследия, составляют ценный ансамбль и уже много лет ждут решения Мосгорнаследия о включении в перечень выявленных объектов культурного наследия. В июле 2018 года пять часовен, пребывающих в состоянии запустения и постепенно разрушающихся, включены в Красную книгу Архнадзора (электронный каталог объектов недвижимого культурного наследия Москвы, находящихся под угрозой):
- Часовня-усыпальница графини Елизаветы Фёдоровны (Шарлотта-Амалия-Изабелла) Мусиной-Пушкиной, урождённой фон Вартенслебен[26];
- Часовня-усыпальница Эмилии Быковской (Минелли), архитектор М. Д. Быковский[27];
- Часовня-усыпальница Александра Ивановича Овера[28][29];
- Часовня-усыпальница Александра Александровича Демонси[30];
- Часовня-сень Николая Фердинандовича Кёльха, архитектор Л. Н. Кекушев[31]

## Могилы известных людей
См. также: Категория:Похороненные на Введенском кладбище

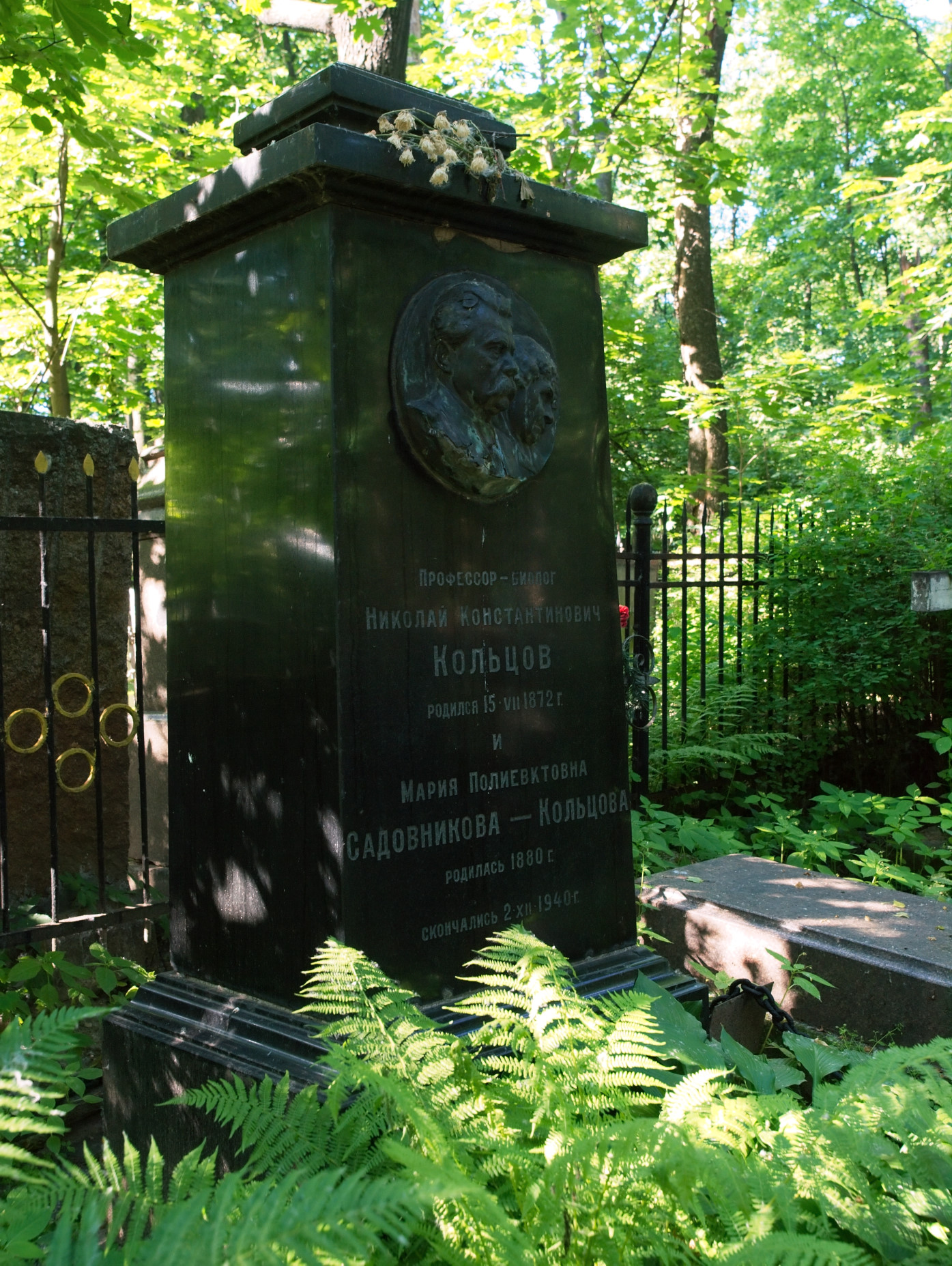
Могила биолога Николая Кольцова, 2008 год

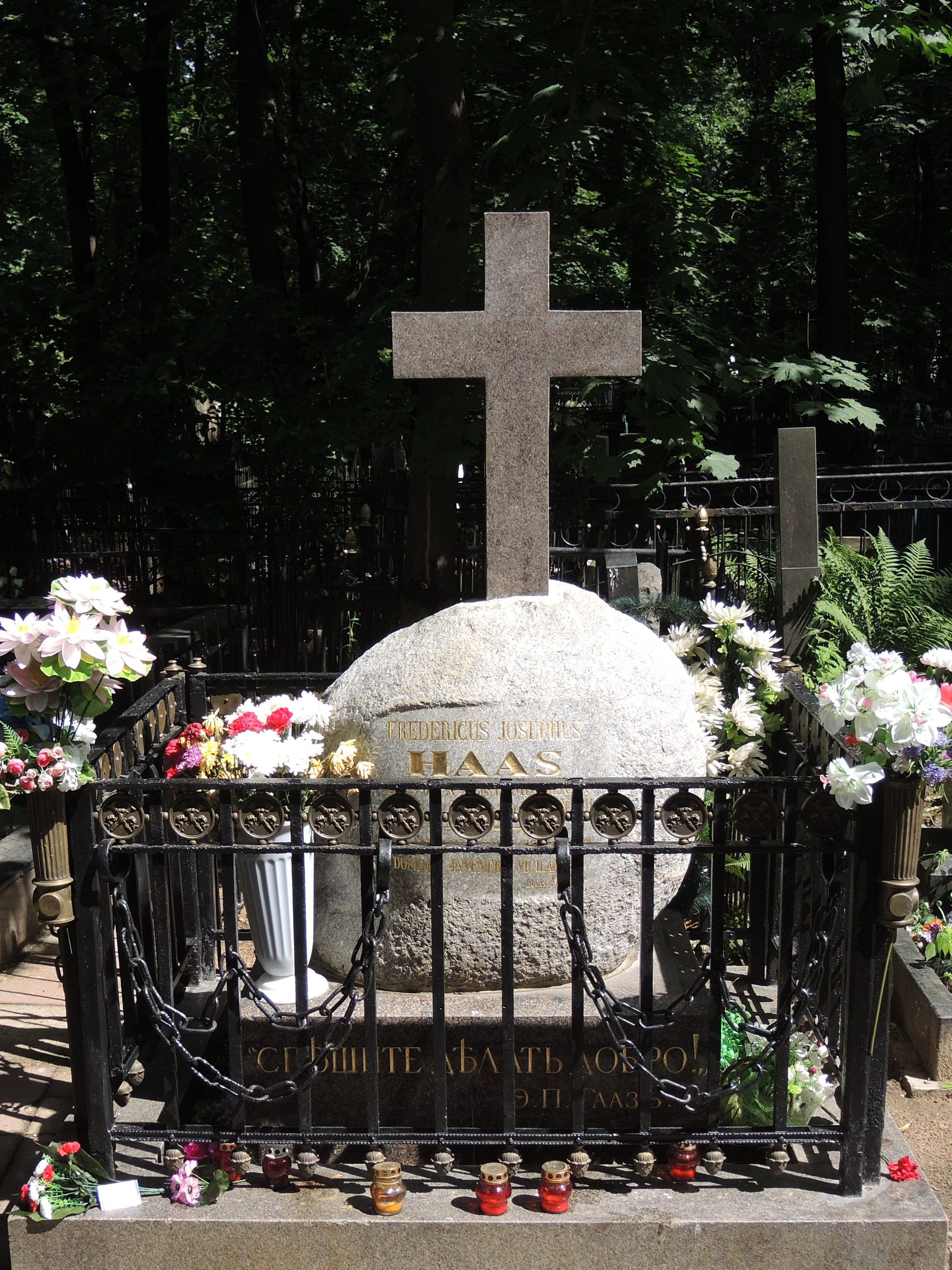
Могила доктора Фёдора Гааза, 2017 год

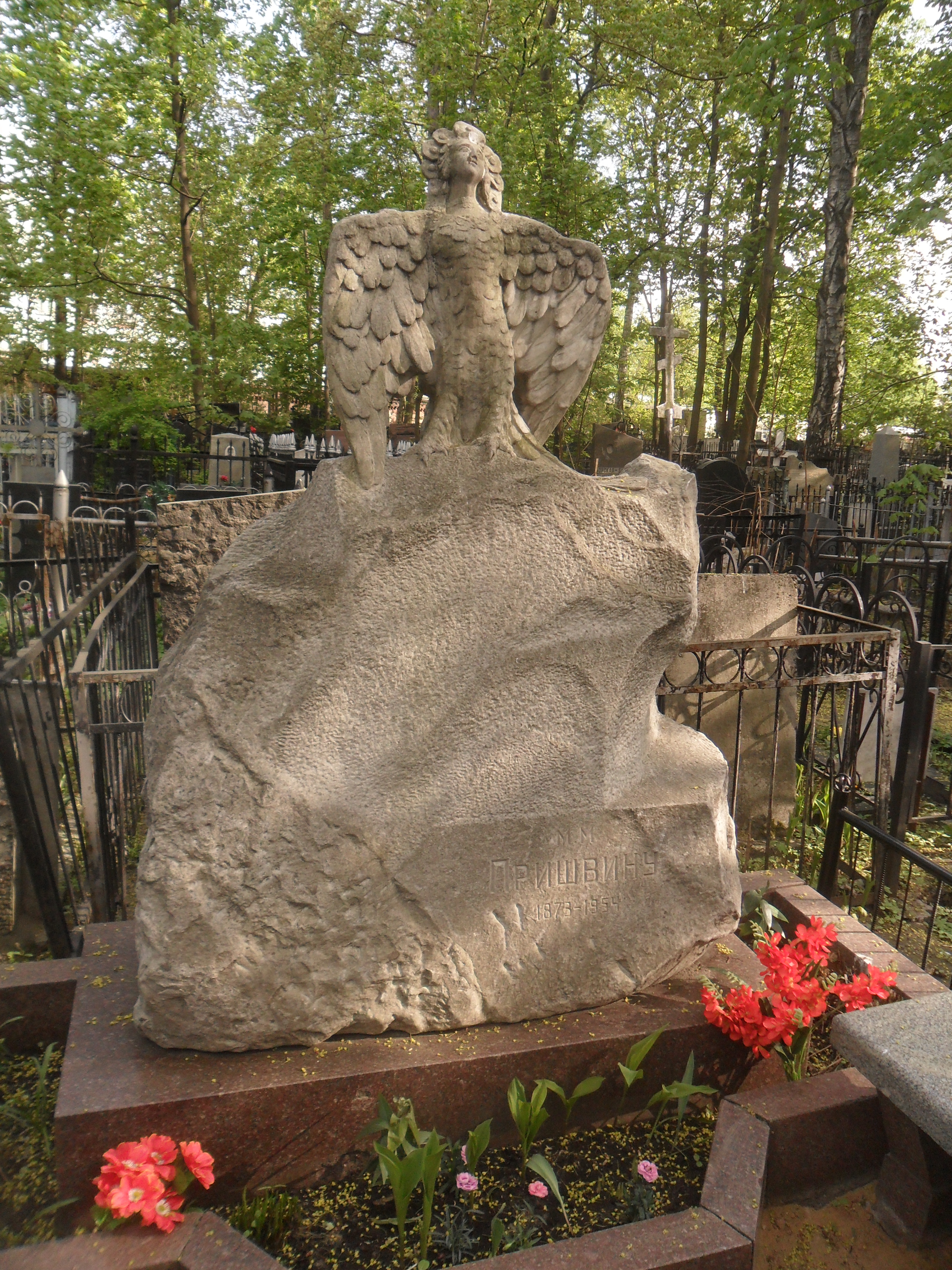
Могила писателя Михаила Пришвина, 2014 год

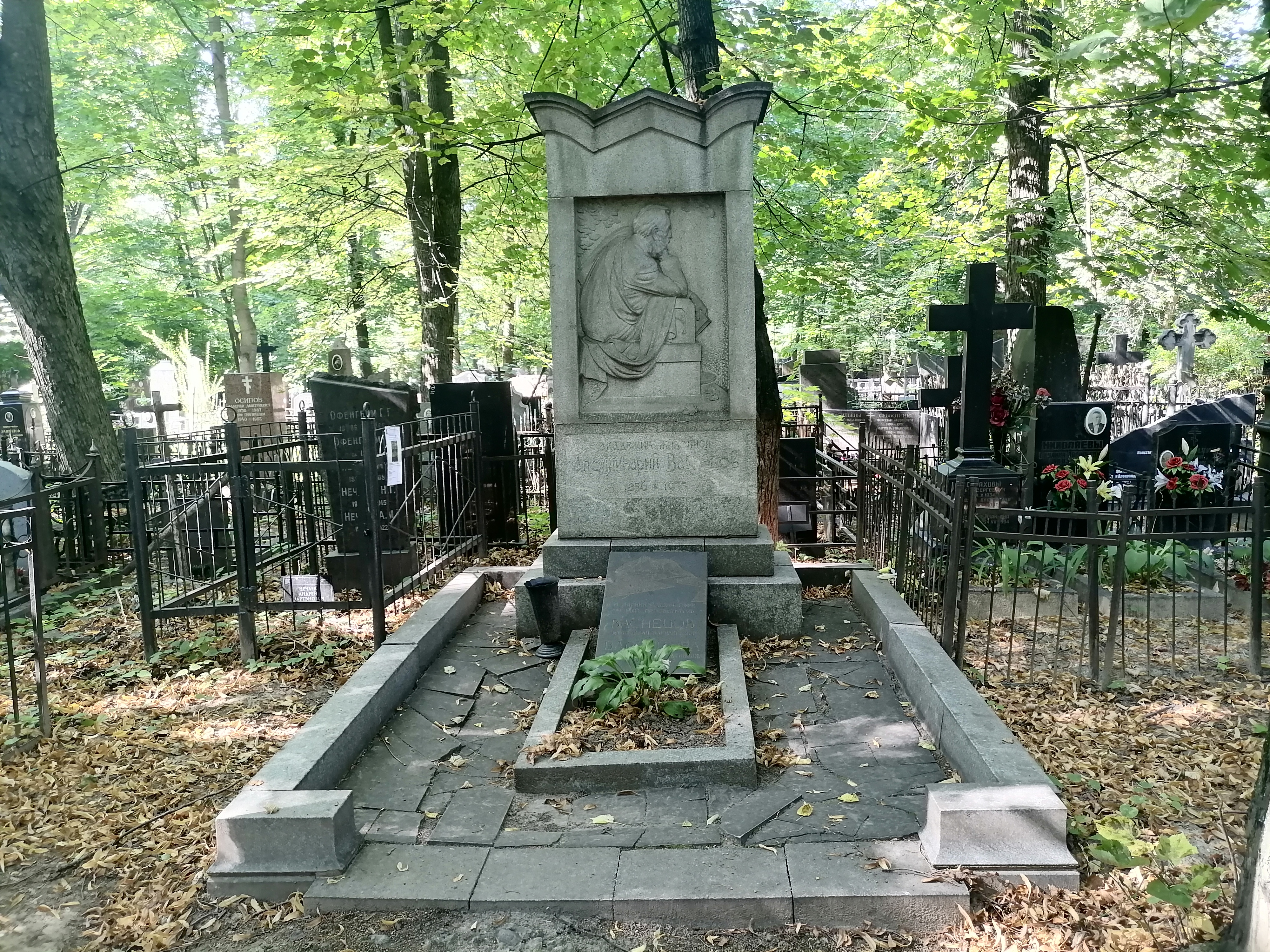
Могила художника Аполлинария Васнецова, 2023 год

Могила Рины Зелёной

На кладбище погребены 54 Героя Советского Союза, 27 Героев Социалистического Труда, 90 революционеров и старых большевиков, около 770 учёных и 300 артистов, композиторов и дирижёров, 95 литераторов, более 80 художников, скульпторов и архитекторов, почти 200 заслуженных врачей, учителей, строителей, заслуженных деятелей культуры, заслуженных мастеров спорта и лиц духовного звания.
Существует легенда, что на Введенской горе был похоронен приближённый Петра I Франц Лефорт и на его могиле стоял памятник. Впрочем, по словам заведующего кладбищем, документальных свидетельств этому нет. Также отсутствуют достоверные данные о переносе праха Лефорта из первоначального захоронения на территории Немецкой слободы. В настоящее время захоронение считается утерянным.

### Учёные
- Бахтин, Михаил Михайлович (1895—1975) — философ, лингвист, литературовед; уч. 21[33].
- Круг, Карл Адольфович (1873—1952) — электротехник, член-корреспондент АН СССР; уч. 2[33].
- Мензбир, Михаил Александрович (1855—1935) — зоолог, ректор Московского университета; уч. 10[33].
- Преображенский, Николай Алексеевич (1896—1968) — химик, профессор, ; уч. 5[33].
- Разенков, Иван Петрович (1888—1954) — физиолог, доктор медицинских наук, академик АМН СССР (1944); уч. 23[33].
- Рулье, Карл Францевич (1814—1858) — биолог, палеонтолог, профессор Московского университета; уч. 2[33].
- Сатель, Эдуард Адамович (1885—1968) — учёный в области машиностроения ; уч. 3[33].
- Северин, Сергей Евгеньевич (1901—1993) — биохимик, академик РАН (1968), академик РАМН (1948), лауреат Ленинской премии (1982) ; уч. 4[33].
- Устюгов, Николай Владимирович (1897—1963) — историк; уч. 13[33].
- Франк, Илья Михайлович (1908—1990) — советский физик. Академик Академии наук СССР (1968). Лауреат Нобелевской премии (1958). Лауреат двух Сталинских премий (1946, 1953) и Государственной премии СССР (1971); уч. 30
- Шихов, Сергей Борисович (1912—1995) — физик, уч. 15[34].
- Яншин, Александр Леонидович (1911—1999) — геолог, академик РАН, лауреат двух Государственных премий СССР, ; уч. 11[35].

### Медики
- Авербах, Михаил Иосифович (1872—1944) — офтальмолог, академик АН СССР; уч. 19[33].
- Гааз, Фёдор Петрович (1780—1853) — врач, филантроп, известный под именем «святой доктор». Римско-католическая церковь начала процесс его беатификации (первая ступень к канонизации, причислению к лику святых); уч. 10[33].
- Гуревич, Михаил Осипович (1878—1953) — психиатр, доктор медицинских наук, профессор, академик АМН СССР, заслуженный деятель науки РСФСР; уч. 6.
- Крамер, Василий Васильевич (1876—1935) — учёный-медик, невропатолог; профессор, заслуженный деятель науки РСФСР (1933); один из создателей советской нейрохирургической школы, лечащий врач В. И. Ленина; уч. 6.

### Военные
- Желтов, Алексей Сергеевич (1904—1991) — генерал-полковник (1944) ; уч. 29[34].

- Кашуба, Владимир Несторович (1900—1963) — генерал-лейтенант танковых войск ; уч. 19[33].
- Кретов, Степан Иванович (1919—1975) — полковник ; уч. 29[33].
- Селивановский, Николай Николаевич (1901—1997) — генерал-лейтенант госбезопасности (1943), заместитель Министра госбезопасности СССР (1946—1951); уч. 17[36].
- Спирин, Иван Тимофеевич (1898—1960) — флаг-штурман советской полярной экспедиции, генерал-лейтенант авиации ; уч. 25[33].
- Суслопаров, Иван Алексеевич (1897-1974) — советский военный деятель, дипломат и разведчик, генерал-майор артиллерии (1940); уч. 29[37].

### Музыкальные деятели
- Колмановский, Эдуард Савельевич (1923—1994) — композитор; уч. 8[34].
- Крупнов, Анатолий Германович (1965—1997) — основатель и лидер групп «Чёрный обелиск» и «Крупский сотоварищи»; уч. 25[34].
- Максакова, Мария Петровна (1902—1974) — певица (меццо-сопрано), народная артистка СССР; уч. 12[33].
- Рождественский, Геннадий Николаевич (1931—2018) — дирижёр, пианист, народный артист СССР; уч. 20[34].
- Чулаки, Михаил Иванович (1908—1989) — композитор, музыкально-общественный деятель, педагог, профессор. Директор Большого театра СССР в 1955—1959, 1963—1970 годах. Народный артист РСФСР (1969), лауреат трёх Сталинских премий второй степени (1947, 1948, 1950); уч. 26[34].

### Литераторы
- Веселовский, Алексей Николаевич (1843—1918) — историк литературы, филолог; уч. 5[33].
- Лисовский, Николай Михайлович (1854—1920) — библиограф[33].
- Пришвин, Михаил Михайлович (1873—1954) — писатель; уч. 18[33].

### Художники
- Васнецов, Аполлинарий Михайлович (1856—1933) — художник, искусствовед, брат В. М. Васнецова; уч. 20[33].
- Васнецов, Виктор Михайлович (1848—1926) — художник и архитектор; уч. 18[33].

### Деятели театра и кино
- Бархин, Сергей Михайлович (1938—2020) — сценограф, художник, архитектор. Народный художник РФ, заслуженный деятель искусств РСФСР; уч. 25[34].
- Козаков, Михаил Михайлович (1934—2011) — советский, российский и израильский актёр театра, кино, телевидения, озвучивания и дубляжа, режиссёр театра, кино и телевидения, сценарист; народный артист РСФСР (1980), лауреат Государственной премии СССР (1967) и Государственной премии РСФСР имени братьев Васильевых (1983), уч. 5.
- Лепешинская, Ольга Васильевна (1916—2008) — балерина, народная артистка СССР, лауреат 4 Сталинских премий., уч. 5.
- Рина Зелёная (1901—1991) — актриса театра, кино и эстрады. Народная артистка РСФСР; уч. 3[34].
- Пельтцер, Татьяна Ивановна (1904—1992) — актриса театра и кино, лауреат Сталинской премии, народная артист СССР; уч. 28[34].
- Тарасова, Алла Константиновна (1898—1973) — актриса театра и кино, Герой Социалистического Труда, лауреат Сталинской премии, народная артистка СССР ; уч. 2[33].

### Архитекторы
- Кампорези, Франческо (1747—1831) — архитектор; уч. 10[33].
- Мельников, Константин Степанович (1890—1974) — русский и советский архитектор, художник и педагог, заслуженный архитектор РСФСР, один из лидеров авангардного направления в советской архитектуре в 1923—1933 годах; уч. 29.
- Рерберг, Иван Иванович (1869—1932) — инженер, архитектор; уч. 19[33]; могила (фото) является объектом культурного наследия федерального значения;

### Спортсмены
- Озеров, Николай Николаевич (1922—1997) — спортивный комментатор, теннисист; уч. 21[34].
- Попенченко, Валерий Владимирович (1937—1975) — боксёр, чемпион Олимпийских игр 1964 года в Токио; уч. 29.

### Другие
- Никонов, Ефим Ефимович (1902—1967) — хозяйственный, государственный и политический деятель, ; уч. 6[33].
- Оливье, Люсьен (1836 или 1837 — 1883) — ресторатор французского происхождения, автор рецепта знаменитого салата «Оливье»; уч. 12.
- Сытин, Иван Дмитриевич (1851—1934) — книгоиздатель; уч. 14[33].

## Кладбище в кинематографе
На кладбище снимали сцены похорон в начале фильма «Белорусский вокзал».
На кладбище разворачивались основные события драматического фильма «Смиренное кладбище».
На кладбище снимался эпизод кинофильма «Стрелец неприкаянный», сцена похорон деда главного героя журналиста Германа, талантливого учёного-физика Глеба Сергеевича (актёр Николай Пастухов). В завершении эпизода закрываются двери в склепе легендарного А. М. Эрлангера.
Снимались финальные сцены фильма К-19 с Харрисоном Фордом и Лиамом Нисоном.

## Галерея надгробий

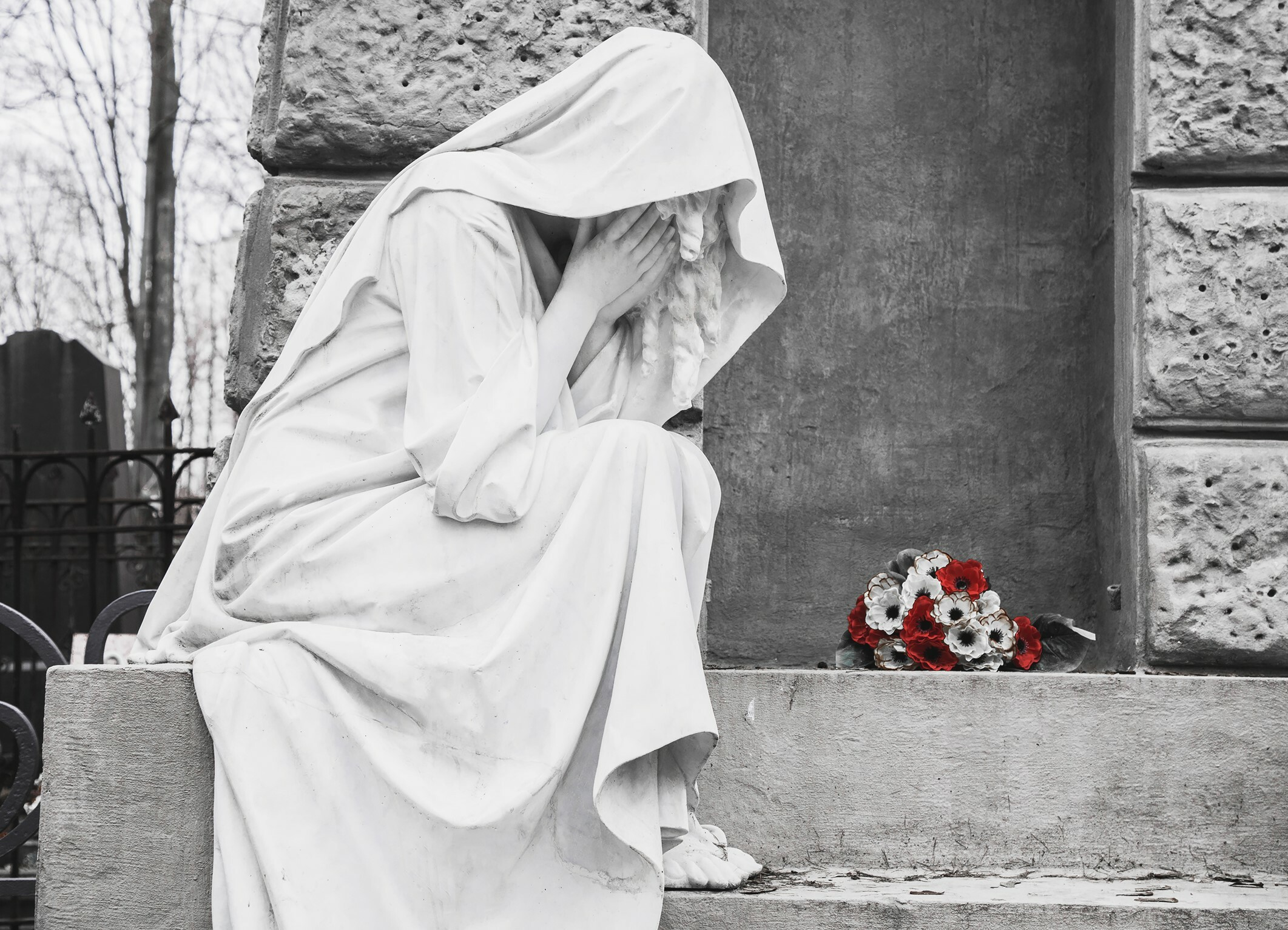
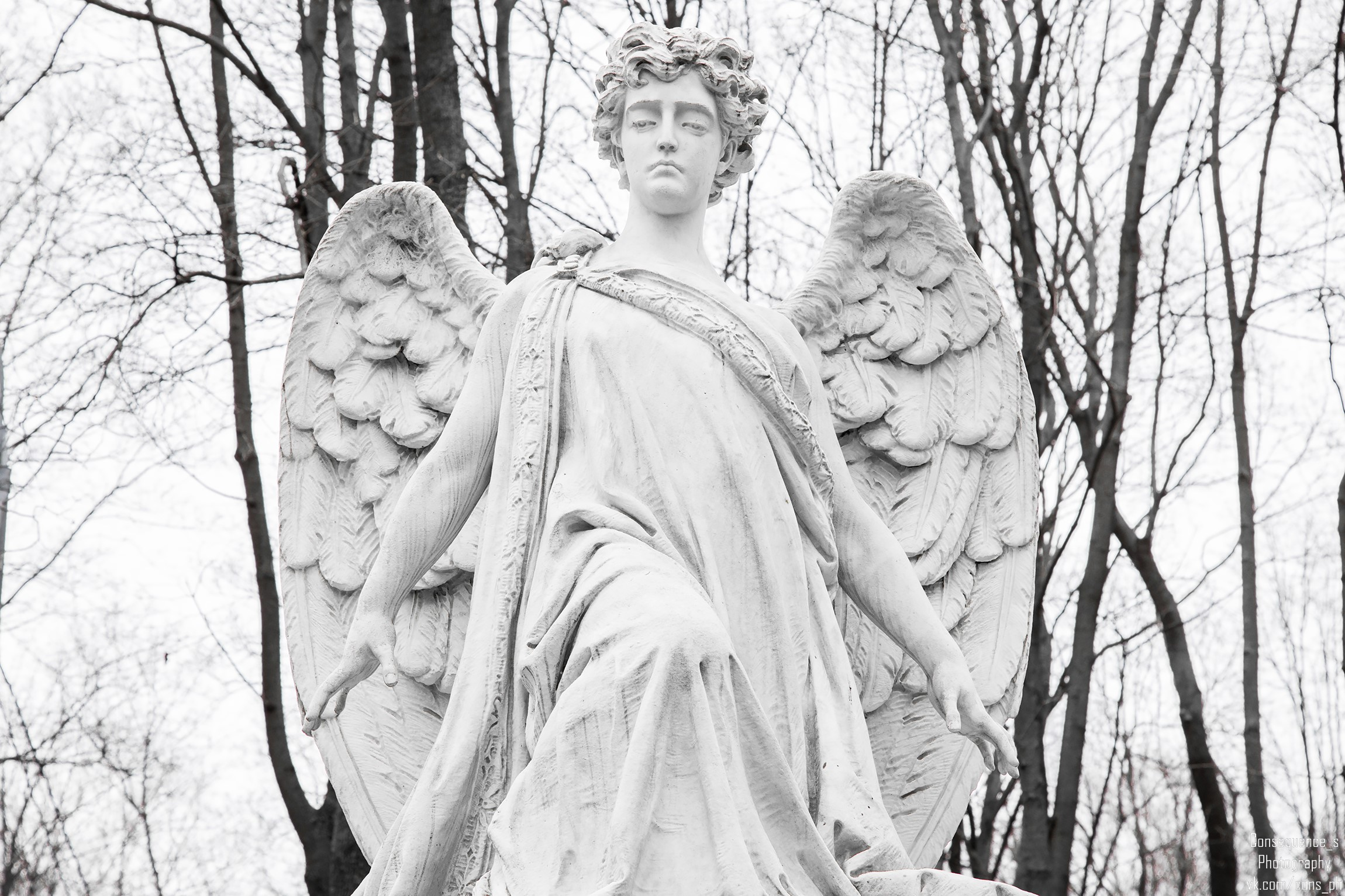
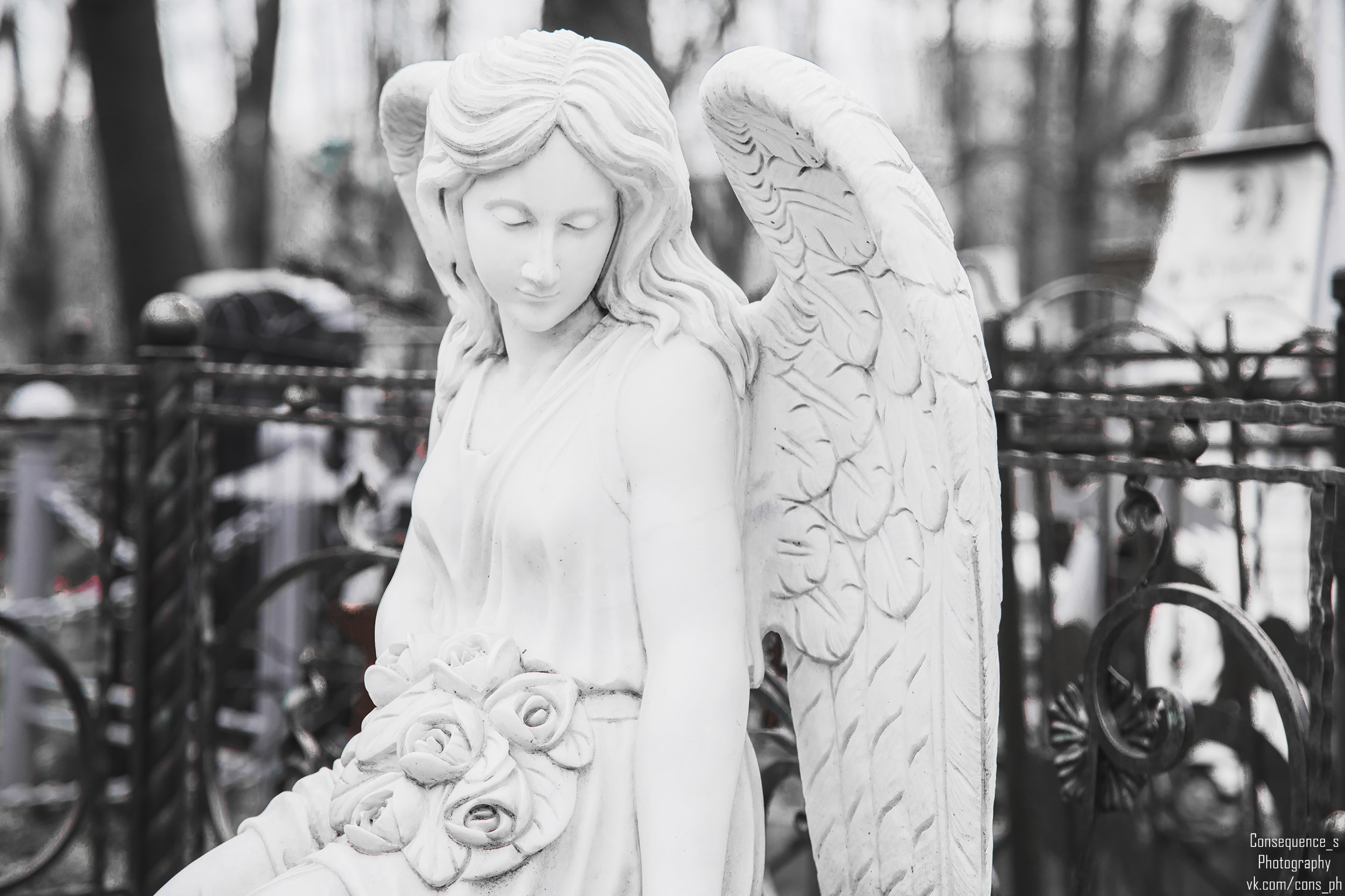
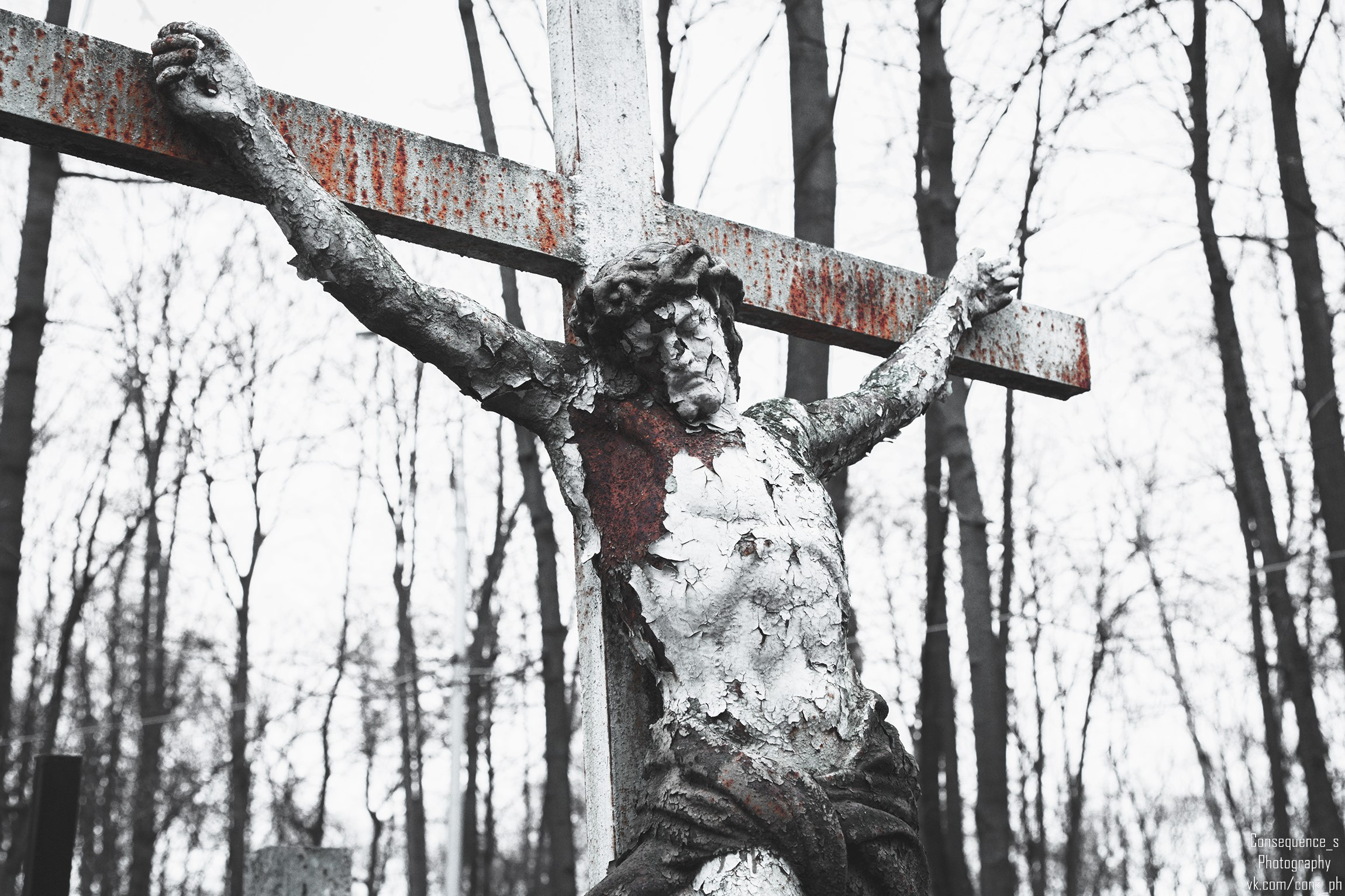
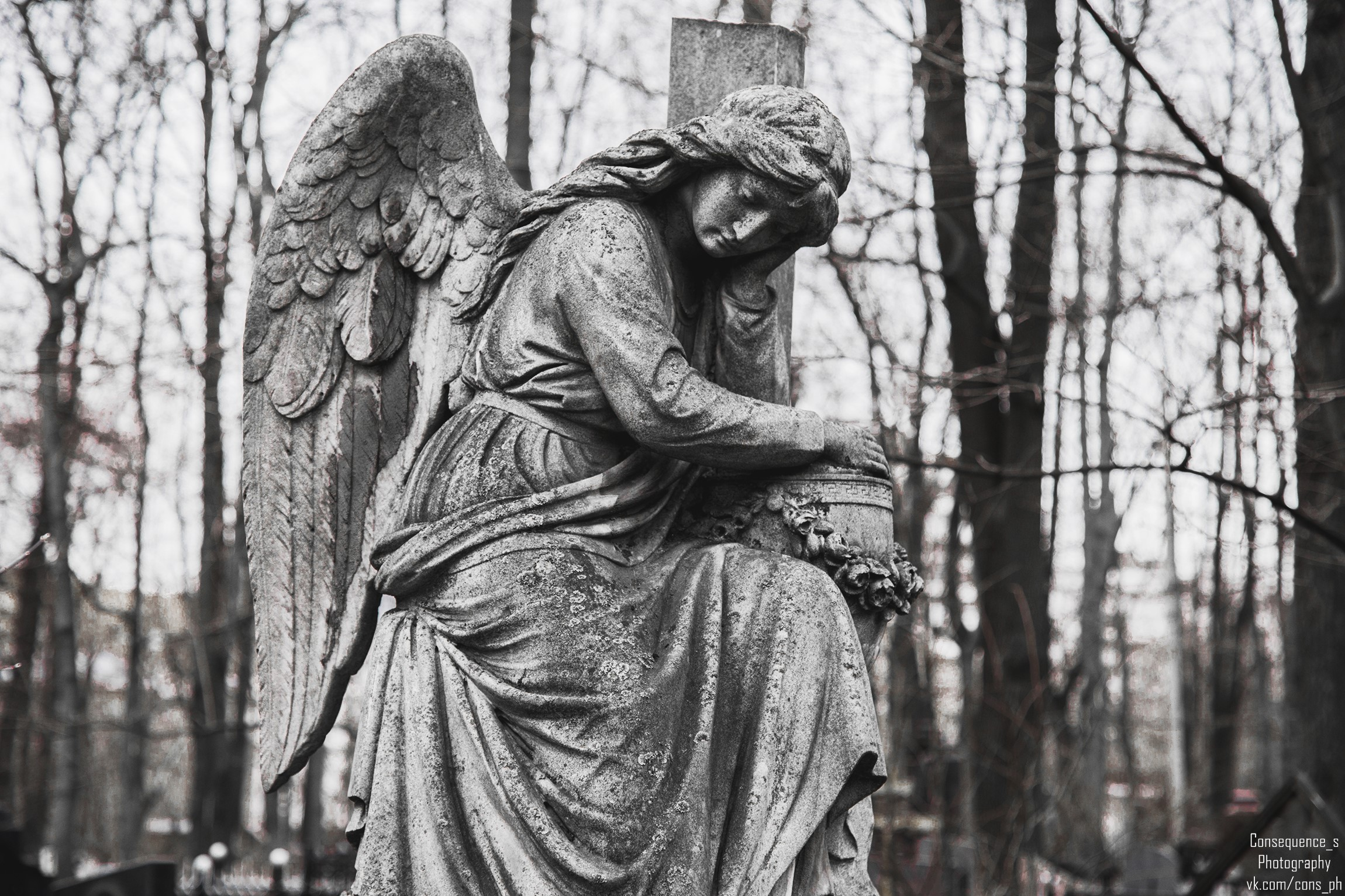
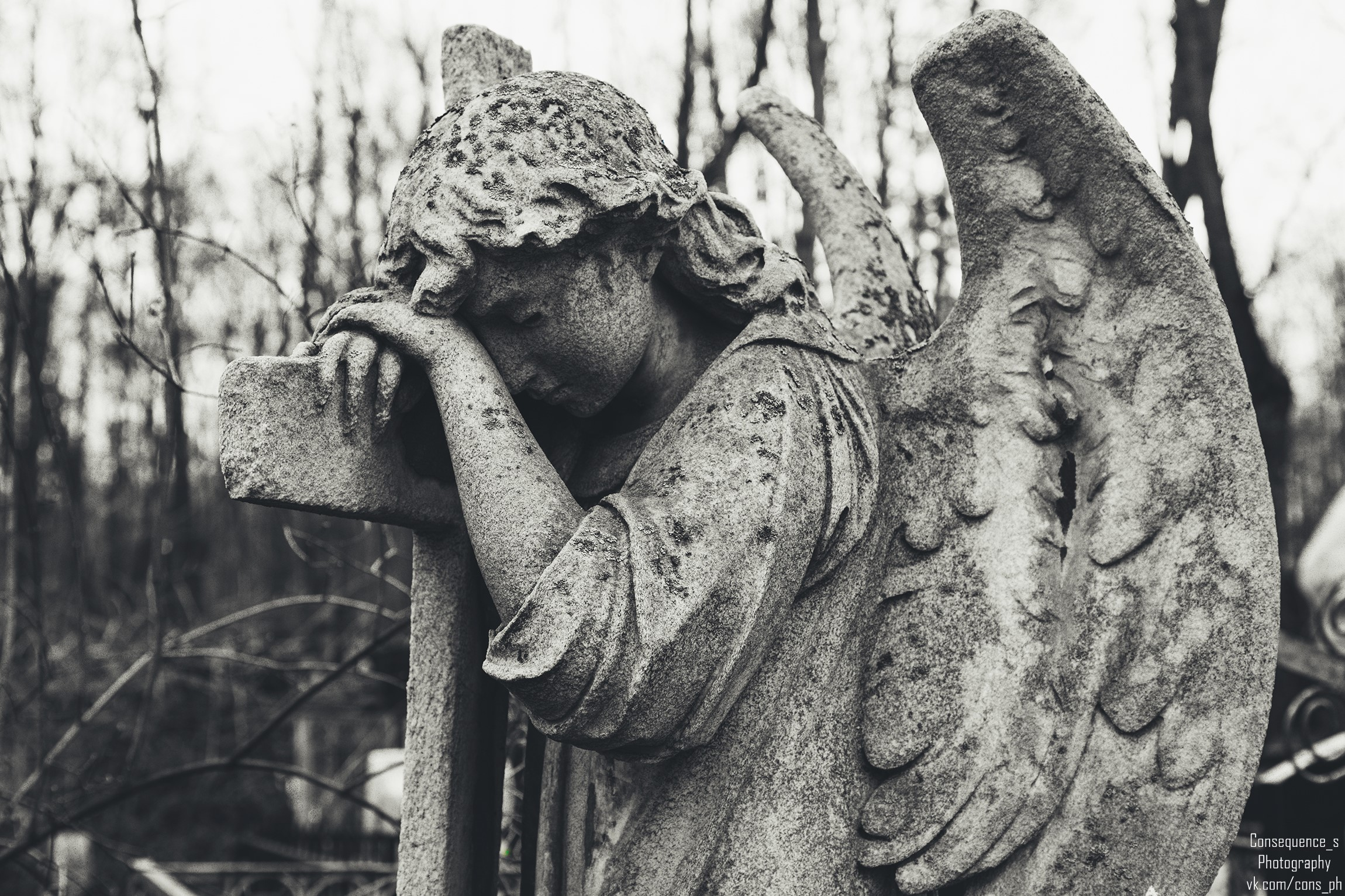
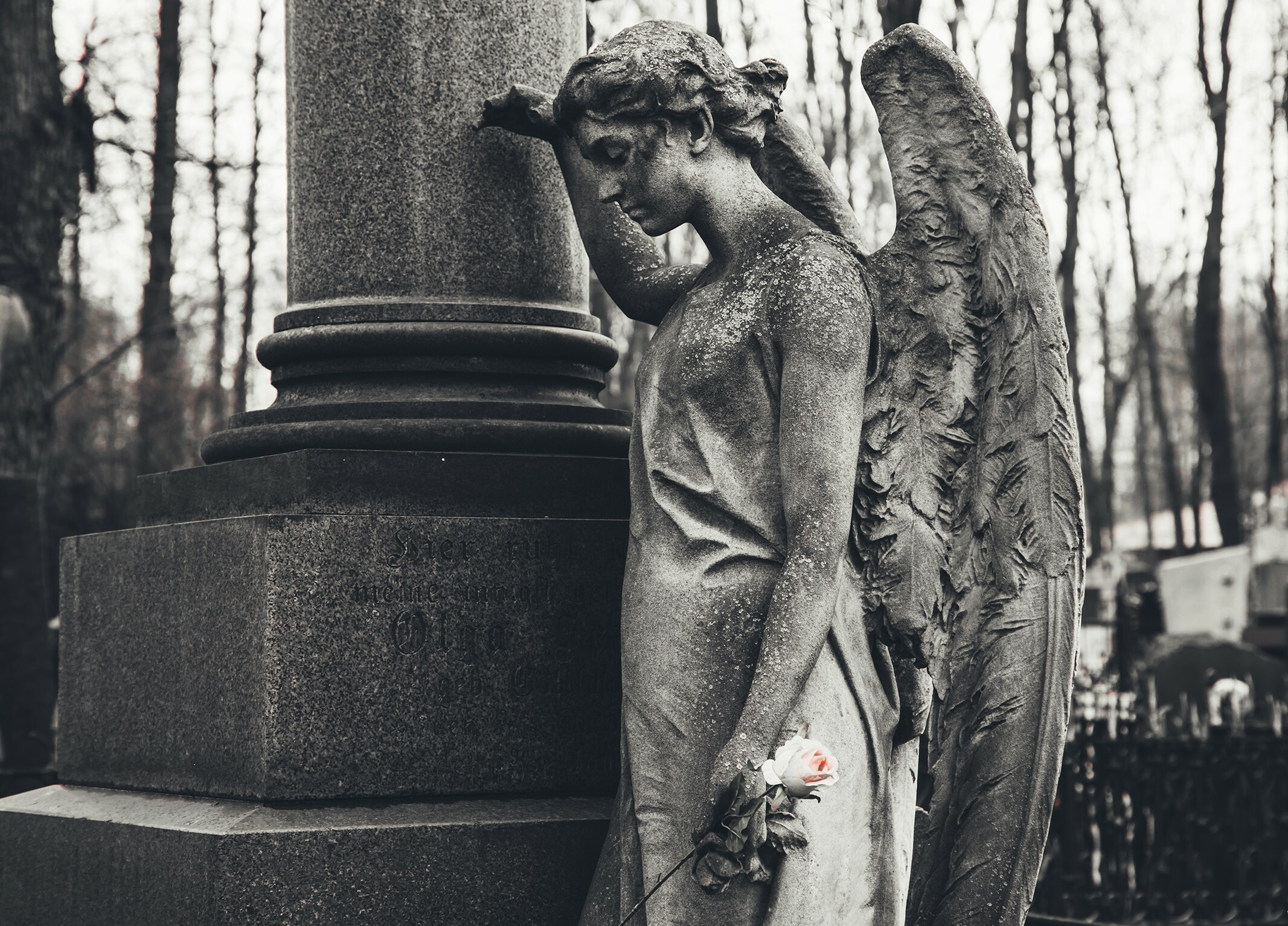
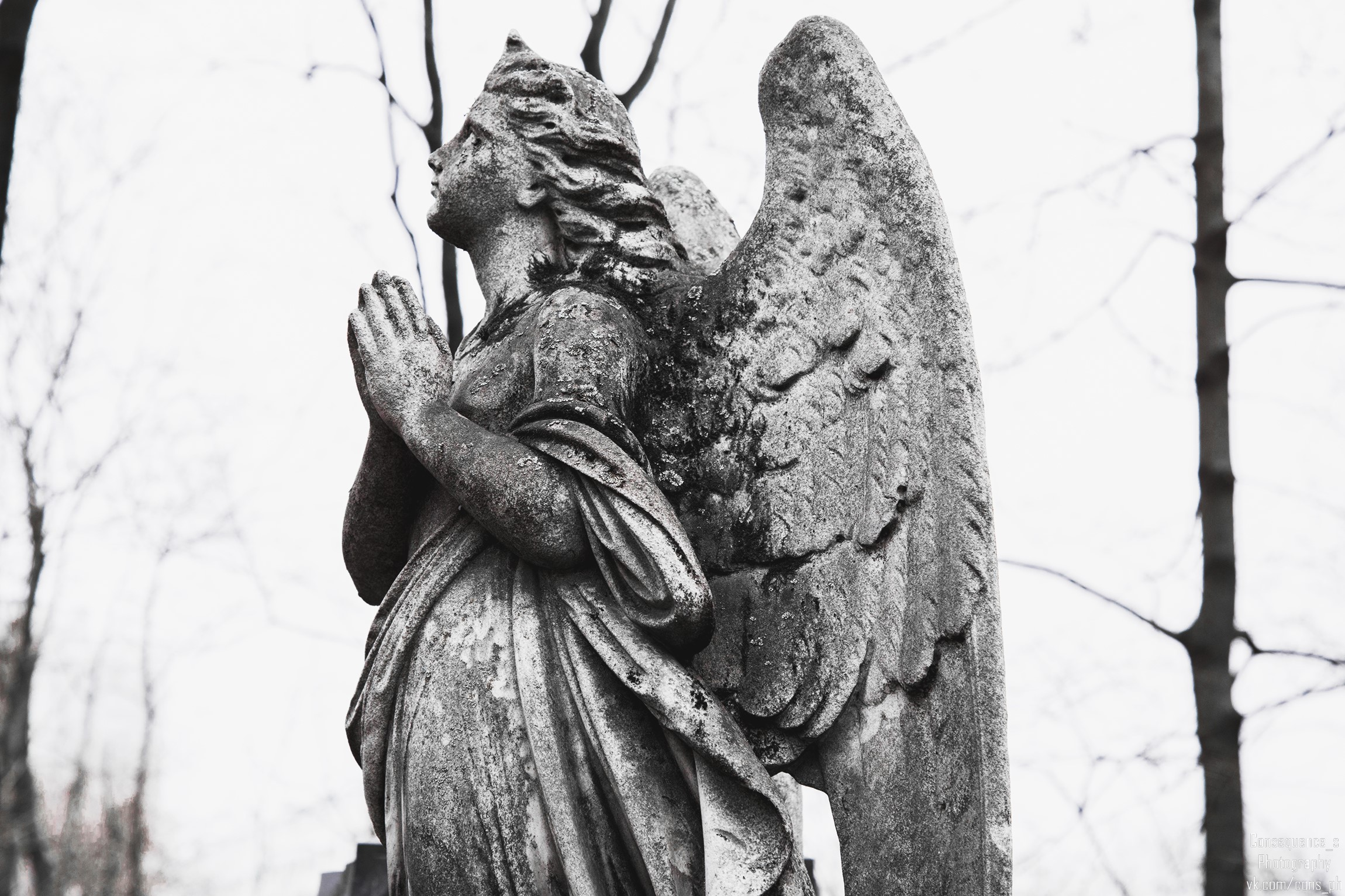